# Cappella di San Rocco (Baragiano)
La Cappella di San Rocco di Baragiano in Basilicata è un edificio religioso dedicato al santo protettore del luogo, probabilmente la sua costruzione risale al XVI secolo, periodo in cui si registra nel sud Italia "una straordinaria diffusione della devozione" di San Rocco di Montpellier.

## Descrizione

### Facciata

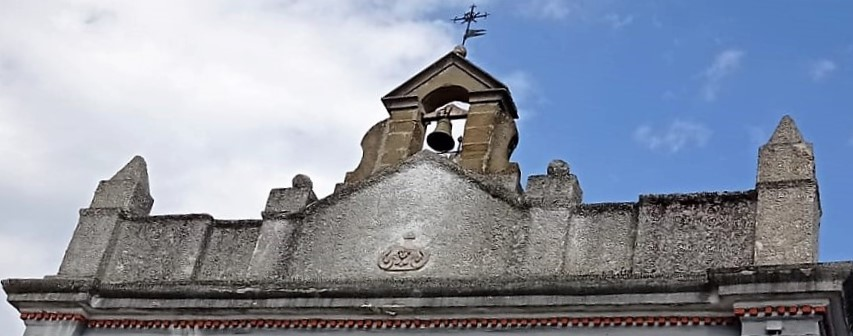
Timpano a parapetto e campanile a vela

La parte frontale esterna dell'edificio è dominata da un timpano a parapetto sormontato da un campanile a vela, in pietra.

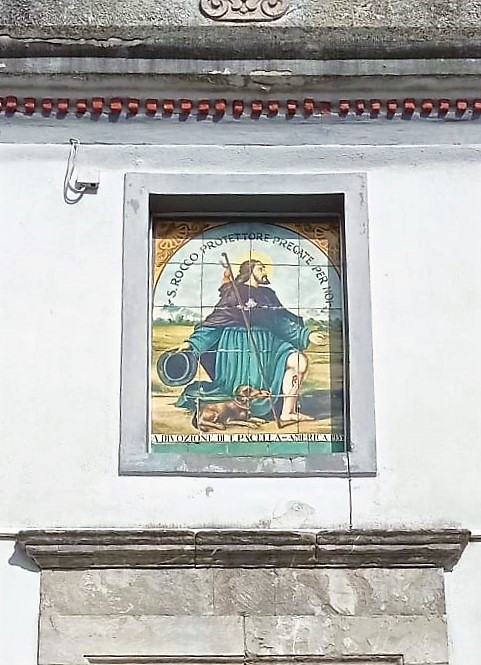
Raffigurazione in ceramica

Tra il portale e il cornicione c'è una raffigurazione in ceramica rappresentante il santo Francese. Insieme a San Rocco viene raffigurato anche il cane:  "a partire dal Quattrocento e Cinquecento compare anche questo animale, che reca in bocca il tozzo di pane sottratto alla mensa di Gottardo Pallastrelli, con cui avrebbe provvidenzialmente nutrito il santo durante la malattia."

### Interno
La sala interna è rettangolare e comunica con il presbiterio per mezzo di un arco centrale.

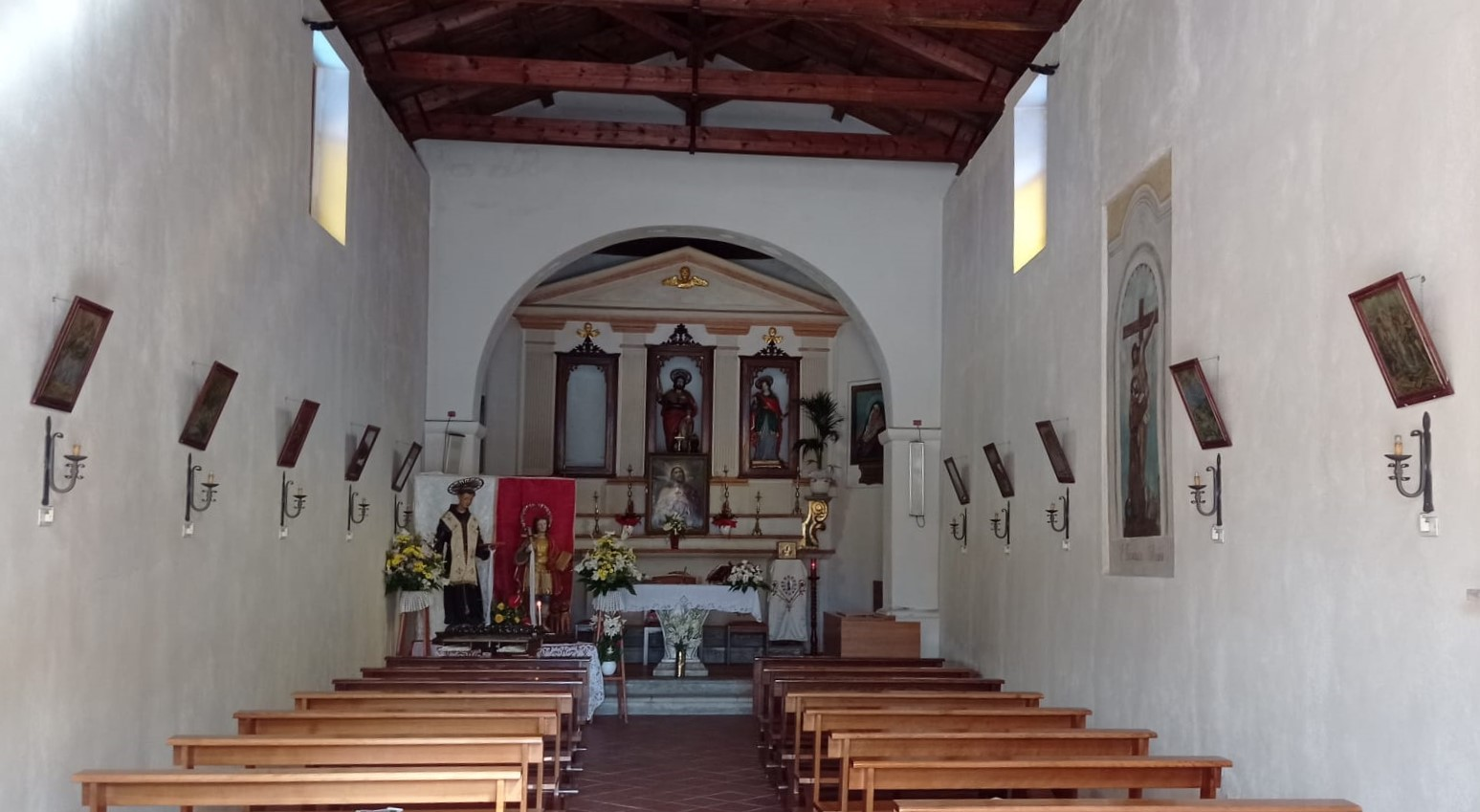
Cappella_San_Rocco_interno

## Testimonianze orali
Anticamente nella chiesa era fissata al muro una bilancia, composta da due piatti in legno.
Veniva usata dai devoti che per raccomandarsi a San Rocco donavano al Parroco tanto grano quanto essi pesavano.